# مؤسسة تسيير مصالح مطارات الجزائر بوهران
مؤسسة تسيير مصالح مطارات الجزائر وهران هي شركة جزائرية للامتيازات والبناء تأسست سنة 1987. يقع مقرها الرئيس في مدينة السانية في الضاحية الجنوبية لمدينة وهران.

## التاريخ
تأسست الشركة بموجب المرسوم رقم 87-174 المؤرخ في 11 أغسطس 1987. وقد حُوّلت من حيث طبيعتها القانونية إلى مؤسسة عمومية ذات طابع صناعي وتجاري بموجب المرسوم التنفيذي رقم 91-150 في 18 مايو 1991. تتولى المؤسسة مهمة تقديم الخدمات العامة تحت إشراف وزارة الأشغال العامة والنقل. تولت الشركة تنفيذ أعمال توسعة مطار أحمد بن بلة في عام 2013.

## المطارات
تدير المؤسسة المطارات التالية:
1. وهران – مطار أحمد بن بلة
2. تلمسان – زناتة – مطار المصالي الحاج
3. تيارت – مطار عبد الحفيظ بوصوف بوشقيف
4. المشرية – مطار الشيخ بوعمامة
5. بشار – مطار بودغين بن علي لطفي
6. معسكر – مطار غريس
7. أدرار - مطار توات الشيخ سيدي محمد بلكبير
8. تندوف - مطار القائد فراج
9. مطار البيض – كسلا
10. تيميمون - مطار قوارة تيميمون
11. برج باجي مختار – مطار برج باجي مختار

## روابط خارجية
- باللغة الفرنسية EGSA Oran official website